# Sheri Benson
Sheri Benson (Brandon, Manitoba) es una política canadiense, quién fue elegida para representar la circunscripción de Saskatoon Oeste en la Cámara de los Comunes de Canadá en las elecciones federales de Canadá de 2015.
Es miembro del Nuevo Partido Democrático (NDP). Con anterioridad a su elección fue CEO de United Way y también sirvió como jueza de paz.
Es una de seis personas LGBT que sirven en el 42.º Parlamento canadiense, al lado de Scott Brison, Atraca Oliphant, Seamus O'Regan, Randall Garrison y Randy Boissonnault. Es la primera política LGBT en Saskatchewan en ser elegida para la Cámara de los Comunes.
Benson fue nombrada crítica del Partido Democrático Nuevo para el Comité´Laboral en el 42.º Parlamento canadiense.

## Acciones Comunitarias[2]

### United Way
Como CEO de la United Way local, desde 2009, Sheri trabajó con la comunidad, de grupos de trabajo y grupos empresariales para lanzar el Saskatoon Plan de terminar con la Falta de vivienda. Sheri también implementó la organización Estrategia de Compromiso Originario abriendo tierras.
Bajo su liderazgo, el soporte presupuestario, de United wAY, para programas comunitarios, creció 60%—a casi $5-millones en 2014.

### Víctimas de Violencia Doméstica
Sheri fue Jueza inaugural de Paz para las Saskatchewan  Víctimas de Acto de Violencia Doméstica. Y en 2014, su trabajo duro fue reconocido con un Premio YWCA Mujer Distinguida para Construcciones Comunitarias.